# لوون ساهاکیان
لوون گورگنی ساهاکیان (ارمنی: Լևոն Գուրգենի Սահակյան؛  زادهٔ ۲۶ ژوئیهٔ ۱۹۳۷) سیاستمدار اهل ارمنستان است.

## زندگی‌نامه
وی در ۲۶ ژوئیهٔ ۱۹۳۷ در ایروان به دنیا آمد و از دانشگاه ملی پلی‌تکنیک ارمنستان و آکادمی علوم اجتماعی تحت نظارات کمیته مرکزی حزب کمونیست اتحاد شوروی (۱۹۸۱) فارغ‌التحصیل گشت. همچنین برندهٔ جوایزی همچون نشان انقلاب اکتبر، نشان پرچم سرخ کار و نشان دوستی خلق شده است.

## یادداشت
1. ↑  ԽՍՀՄ գերագույն խորհրդի պատգամավոր
2. ↑  ru:Российская_академия_государственной_службы#СССР